# Vanlig tvestjärt
Vanlig tvestjärt (Forficula auricularia) är en art i insektsordningen tvestjärtar. Den blir vanligtvis 10–14 mm lång. 
På dagen döljer den sig under stenar och på liknande mörka och fuktiga platser, medan den på natten strövar omkring och ganska ofta kommer in i bostäder. Den lever av mjuka, saftiga frukter och andra växtdelar, särskilt sådana som är skadade, till exempel maskätna äpplen och päron. Den kan också äta mindre insekter, till exempel bladlöss. Hane och hona kan särskiljas genom formen på tången, vars skänklar hos honan är raka på insidan, så att kanterna i vila nästan berör varandra, medan de hos hannen är starkt bakåtböjda. Hos hannen växlar tångens längd mellan olika individer från 2,5 mm ända till 9 mm. Honan utför en sorts yngelvård genom att hon med sin kropp skyddar inte bara äggen, utan även de nykläckta ungarna, som ganska länge under uppväxten håller ihop i familjer.
Förr trodde man att tvestjärten gärna kryper in i öronen och kniper sönder trumhinnorna, därför kallade man den för öronmask.

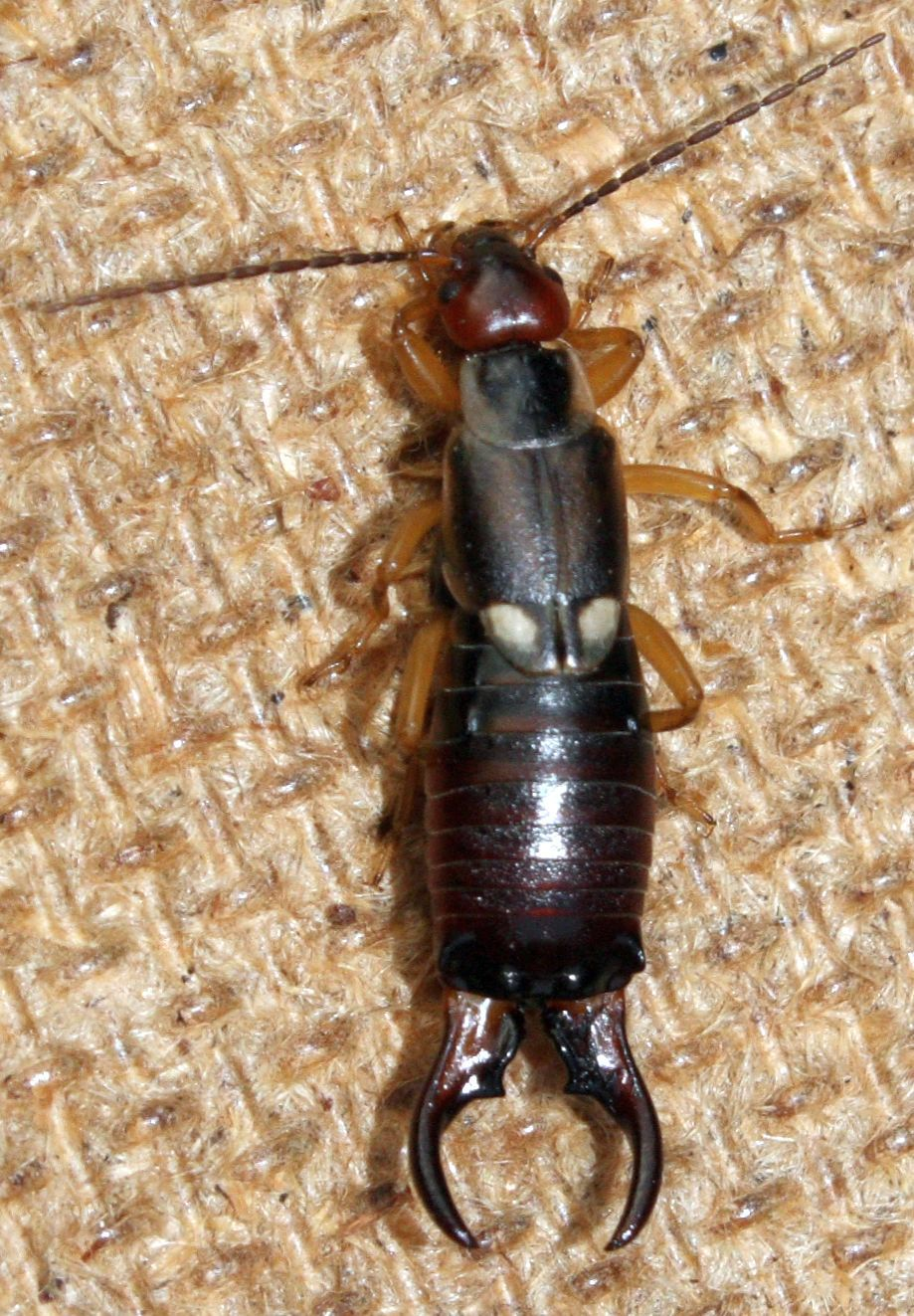
Hane